# Причепові
Причепові або причепи (Echeneidae) — родина риб ряду окунеподібних. Іноді причепових виділяють у самостійний ряд.

## Опис
Тіло довжиною 30—90 сантиметрів, низьке, веретеновидне. Плавальний міхур відсутній. На голові є присоска (видозмінений спинний плавець), за допомогою якої причепові прикріплюються до водяних хребетних (акул, черепах, китів) і пасивно переміщуються на значні відстані, хоча вони здатні також до активного плавання і молодь веде вільний спосіб життя, а починає прикріплюватися при досягненні довжини тіла 4—8 см. Відомо 7 видів (3—7 родів), поширених у тропічних і субтропічних морях. Причепи мають невелике значення у місцевому промислі (м'ясо їстівне). Іноді цих риб використовують для лову черепах, риб, навіть дюгонів. Викопні рештки відомі з еоценових відкладів.